# تيم فورمان
تيم فورمان (بالإنجليزية: Tim Foreman)‏ هو موسيقي أمريكي، ولد في 15 أغسطس 1978 في لاك أروهيد في الولايات المتحدة.

## وصلات خارجية
- تيم فورمان على موقع IMDb (الإنجليزية)
- تيم فورمان على موقع ميوزك برينز (الإنجليزية)
- تيم فورمان على موقع ديسكوغز (الإنجليزية)
- تيم فورمان على موقع قاعدة بيانات الفيلم (الإنجليزية)